# Коупленд, Ральф
Ральф Коупленд (англ. Ralph Copeland; 3 сентября 1837 — 27 октября 1905) — британский астроном, 3-й королевский астроном Шотландии.

## Биография
Ральф Коупленд родился в Мурсайд Фарм, в Ланкашире, Англия, учился в Kirkham Grammar School, после чего провел пять лет в Австралии, где проявил интерес к астрономии. Вернулся в Великобританию в 1858 году, чтобы продолжить карьеру инженера.
Оставаясь астрономом-любителем, Коупленд построил небольшую обсерваторию, а затем отправился в Германию для изучения астрономии в Геттингенском университете. Вернувшись в Англию, взял на вооружение могин методики работы астрономов Германии, а впоследствии пригласил ряд немецких астрономов в качестве помощников (в частности — Освальда Лохсе). Коупленд был покровителем лорда Росса, затем работал в обсерватории Dun Echt, принадлежавшей известному астроному Джеймсу Линдсею, 26-му графу Кроуфорду. Р.Коупленд участвовал во многих научных экспедициях, в частности, в экспедициях 1874 и 1882 годов для наблюдения прохождения Венеры по диску Солнца на Маврикий и Ямайку соответственно, а также в Гренландию.
29 января 1889 года Коупленд был назначен королевским астрономом Шотландии, после чего он сначала работал в старой обсерватории Эдинбурга. Ему было поручено выбрать место для строительства новой обсерватории, в конечном итоге был выбран Blackford Hill в Эдинбурге, где новая обсерватория вступила в строй в 1896 году.
Коупленд служил королевским астрономом Шотландии до своей смерти в 1905 году. Похоронен в Эдинбурге.
Р.Коупленд обнаружил 35 объектов, занесённых в каталог NGC, большинство из них с помощью 72-дюймового рефрактора лорда Росса. Эти планетарные туманности были обнаружены методами визуальной спектроскопии в обсерватории Dun Echt и во время экспедиции в Анды. Семь открытых им галактик в созвездии Льва образуют знаменитый «септет Коупленда»: NGC 3745, 3746, 3748, 3750, 3751, 3753 и 3754.
Р.Коупленд был дважды женат и имел шестерых детей. Свободно владел французским, немецким и персидским языками.

## Память
В честь Р.Коупленда в 1939 году назван пик на хребте Монаши в Канаде. Пик Коупленда является местом с самым высоким показателем уровня снегопада в Канаде в течение одного сезона (1 июля 1971 — 30 июня 1972).